# Баклицький Вудон Іванович
Вудо́н Іва́нович Бакли́цький (16 січня 1942 — 7 липня 1992) — український художник-новатор, яскравий представник постмодернізму в Україні. За радянських часів перебував у андеграунді. Роботи зберігаються  Національному художньому музеї України та приватних колекціях  в Україні й за кордоном.

## Життєпис
В.Баклицький народився в с. Новоєловка, (Казахстан) під час другої світової війни, куди родину було евакуйовано після поранення батька на фронті. у 1949 вони переїхали у Київ. Батько Іван Петрович Баклицький працював різноробом, мати, Марта Іванівна Кірюшко, доглядала дітей (сина й доньку Людмилу).
Вудон, мріючи стати художником, вчився самостійно: багато читав, малював, копіюював твори улюблених художників. Змінив чимало професій, суміщаючи їх із безперервною художньою творчістю: працював на  Київському Річфлоті, екскурсоводом, оформителем, вантажником, декоратором на кіностудії ім. Довженка, брав участь в архелогоічних експедиціях та ін.
Тричі був одружений, батько трьох доньок: Наталі, Олександри, Іванни.

В. Баклицький. Чорне сонце Чорнобиля. П.,о.,70х70, 1988

## Творчість
В. Баклицький був яскравим представником нонконформізму. У своїй творчості продовжував лінію українського та російського авангардизму 1920-их років: у підсиленій експресивності малюнка, відмові від створення ілюзії простору. З 1962 проводив неофійційні спільні виставки з найкращим другом художником Миколою Тригубом на старому Цегляному заводі. 1977 року брав участь у виставці неформального об'єднання «Рух»(яку організували Косін,  Недзельський і С.Федоринчик), де про себе заявили  митці:  М. Трегуб ,  В.Баклицький, М. Залевський, О.Костецький,  О. Голуб,  В. Богуславський, М. Жуков та інші. Офіційних виставок не було, доводилось показувати роботи по квартирах київської інтелігенції та у покинутих приміщеннях. Велику частину праць придбали іноземні колекціонери. Був учасником групи художників «New Bent» (в якій також були Микола Тригуб і Володимир Борозенець, який згодом відокремився).. В 1990—1992 рр. був членом групи незалежних художників «Стронцій-90», які у своїх творах відстоювали чистоту екології Землі.

Кожна картина В. Баклицького — свято, буйство фарб. У його палітрі переважають гарячі, не просто теплі тони: відтінки червоного, жовтогарячого, жовтого з контрастами льодової лазурі чи смарагду, охри та умбри зустрічалися рідко. Максималіст у своїх відчуттях, він міг написати пейзаж, у небі якого не одне, а три сонця. Його жінки не просто гарні — прекрасні, як квіти. Кожний злам гілки дерева наповнений пристрастю, яка межує з болем.
Експресія кольору і форми, що спотворює фотографічно-нормальне зображення, сприймалася в роки панування соцреалізму просто як невміння малювати, так само як і безідейність прирівнювалася до непрофесіоналізму. Таке мистецтво не мало ні офіційних виставок, ні відгуків мистецтвознавців, ні, тим паче, замовлень. Ким тільки не працював Вудон, щоб мати змогу купувати полотна і фарби, а також інколи влаштовувати свята. Був декоратором на кіностудії, оформлювачем, учасником археологічної експедиції та й вантажником траплялося підпрацьовувати, коли ще вистачало сил. Головне — відстояти своє право на самовираження, по-своєму переломлювати світло, що зачарувало художника в роботах Вермеєра, писати чистим кольором, проявляючи солідарність із прижиттєвою невизнаністю Ван Гога і наївністю Піросмані.
До кожної людини, із якою знайомився Вудон, він суворо, як до самого себе, підходив із невисловленим запитанням, що переможе згодом у його душі — «ми» чи «вони»? А вголос загадково промовляв: «Подивимося…». Так, здається, і звучить у його картинах тема вікон. Він змальовував будинки та церкви, дерев'яні халупи Подолу та Куренівки, які пішли під знесення. Майже ніде не зображені люди, але — найрізноманітніші вікна: прямі, вигнуті, танцюючі, темні та світлі, як можливість проживання життя, як свобода вибору того чи іншого життєвого шляху.
Найбільше він цінував у людині креативний початок, вважаючи його божественним. Сам він був щасливий тим, що Бог дав йому такий дарунок. Усе, до чого торкався В.Баклицький, він хотів достворити. Брав шматок дерева, один-два рухи ножем, і виходило обличчя, звір чи квітка. Зі звичайного кругляка міг зробити камею. Навіть своє улюблене місто Київ боготворив за …недосконалість, «ескізність», яке хотілося довести до досконалості, добудувати, дописати олією.
Слово «художник» писав із великої букви. Інколи підписував картину: «Художник В.Баклицький», начебто була необхідність зайвий раз, як заклинання, вимовити це магічне слово, і вкотре утвердити себе в цій якості. Цілісність поглядів, висока енергетичність його полотен приваблювали до нього учнів і послідовників. У його майстерні сформувалася плеяда художників, які нині живуть у різних країнах. Учнями та послідовниками були В.Вайсберг, В. Жук, В. Биков, Л. Колодницький, І. Лоренс, афорист   Л. Нефедьєв та ін.  Метареаліст  Рафаель Левчин  навчався у художника майстерності кераміки.
Незадовго до смерті так описав свій доробок: 2500 робіт (з яких бл. 700 написано олією, інші — акварель, темпера та авторські техніки), 100 робіт — карбування, 100 — кераміка, бл. 80 робіт — різьблення по дереву.

Похований (кремація) на міському цвинтарі «Берковці» поруч з матір'ю Мартою Іванівною Кірюшко (ділянка 48, ряд 26, м.12)